# Éton (Meuse)
Pour les articles homonymes, voir Eton.
Éton est une commune française située dans le département de la Meuse, en région Grand Est.

## Géographie
| Gouraincourt     | Dommary-Baroncourt | Dommary-Baroncourt |
| Gouraincourt     | Éton               | Dommary-Baroncourt |
| Amel-sur-l'Étang | Amel-sur-l'Étang   | Affléville         |

### Hydrographie
La commune est traversée par la ligne de partage des eaux entre les bassins versants du Rhin et de la Meuse au sein du bassin Rhin-Meuse. Elle n'est drainée par aucun cours d'eau,.

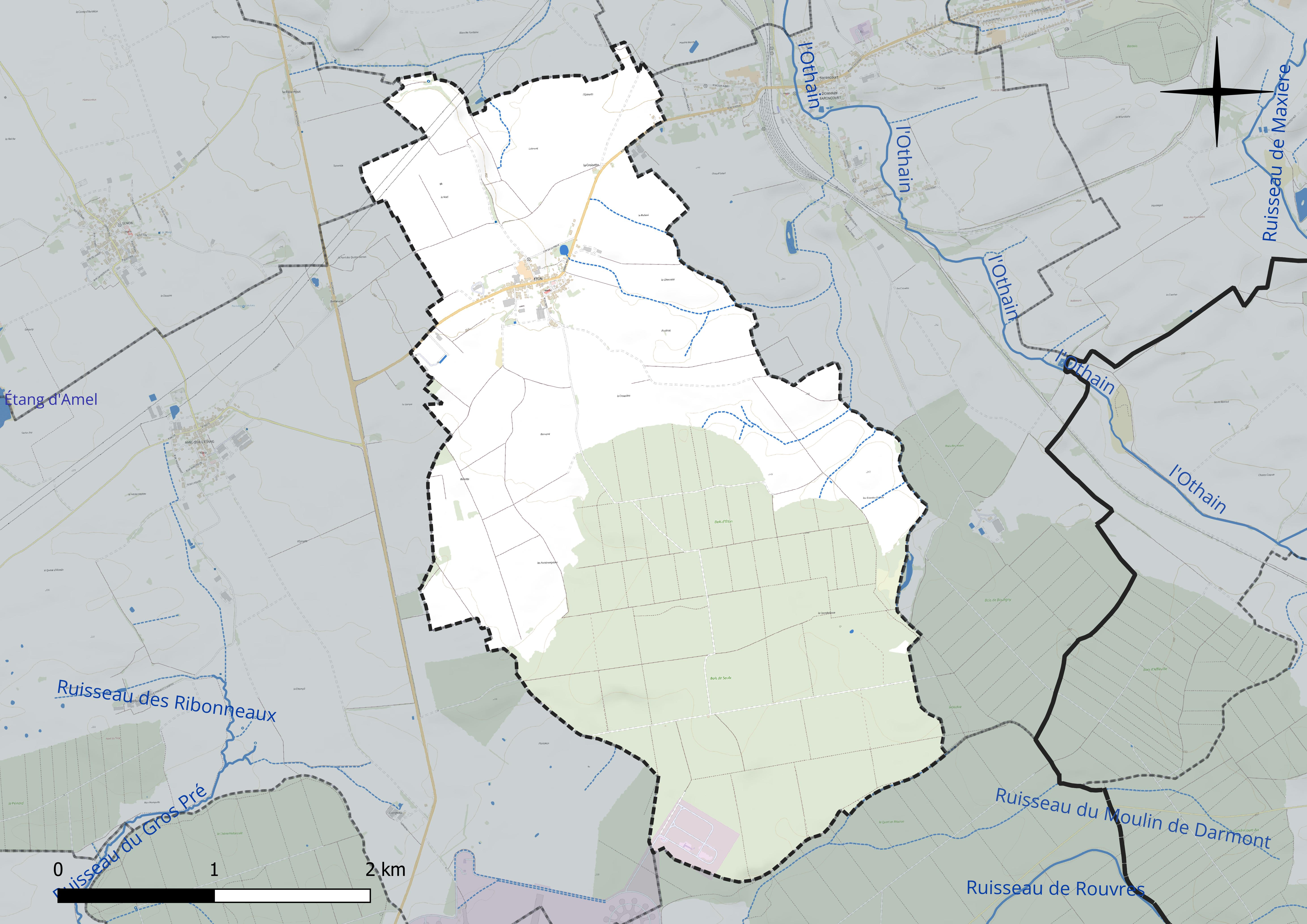
Réseau hydrographique d'Éton.

### Climat
Pour des articles plus généraux, voir Climat du Grand Est et Climat de la Meuse.
En 2010, le climat de la commune est de type climat des marges montargnardes, selon une étude du Centre national de la recherche scientifique s'appuyant sur une série de données couvrant la période 1971-2000. En 2020, Météo-France publie une typologie des climats de la France métropolitaine dans laquelle la commune est dans une zone de transition entre le climat océanique altéré et le climat océanique altéré et est dans la région climatique  Lorraine, plateau de Langres, Morvan, caractérisée par un hiver rude (1,5 °C), des vents modérés et des brouillards fréquents en automne et hiver. 
Pour la période 1971-2000, la température annuelle moyenne est de 9,7 °C, avec une amplitude thermique annuelle de 16,3 °C. Le cumul annuel moyen de précipitations est de 906 mm, avec 13,2 jours de précipitations en janvier et 9,3 jours en juillet. Pour la période 1991-2020, la température moyenne annuelle observée sur la station météorologique de Météo-France la plus proche, « Rouvres-en-woevre », sur la commune de Rouvres-en-Woëvre à 6 km à vol d'oiseau, est de 10,8 °C et le cumul annuel moyen de précipitations est de 668,3 mm. 
La température maximale relevée sur cette station est de 40,2 °C, atteinte le 24 juillet 2019 ; la température minimale est de −15,4 °C, atteinte le 7 février 2012,,. 
Les paramètres climatiques de la commune ont été estimés pour le milieu du siècle (2041-2070) selon différents scénarios d'émission de gaz à effet de serre à partir des nouvelles projections climatiques de référence DRIAS-2020. Ils sont consultables sur un site dédié publié par Météo-France en novembre 2022.

## Urbanisme

### Typologie
Au 1er janvier 2024, Éton est catégorisée commune rurale à habitat dispersé, selon la nouvelle grille communale de densité à sept niveaux définie par l'Insee en 2022.
Elle est située hors unité urbaine et hors attraction des villes,.

### Occupation des sols
L'occupation des sols de la commune, telle qu'elle ressort de la base de données européenne d’occupation biophysique des sols Corine Land Cover (CLC), est marquée par l'importance des territoires agricoles (52,4 % en 2018), en diminution par rapport à 1990 (55,8 %). La répartition détaillée en 2018 est la suivante : 
forêts (44,4 %), terres arables (40,8 %), prairies (11,6 %), zones urbanisées (3,3 %). L'évolution de l’occupation des sols de la commune et de ses infrastructures peut être observée sur les différentes représentations cartographiques du territoire : la carte de Cassini (XVIIIe siècle), la carte d'état-major (1820-1866) et les cartes ou photos aériennes de l'IGN pour la période actuelle (1950 à aujourd'hui).

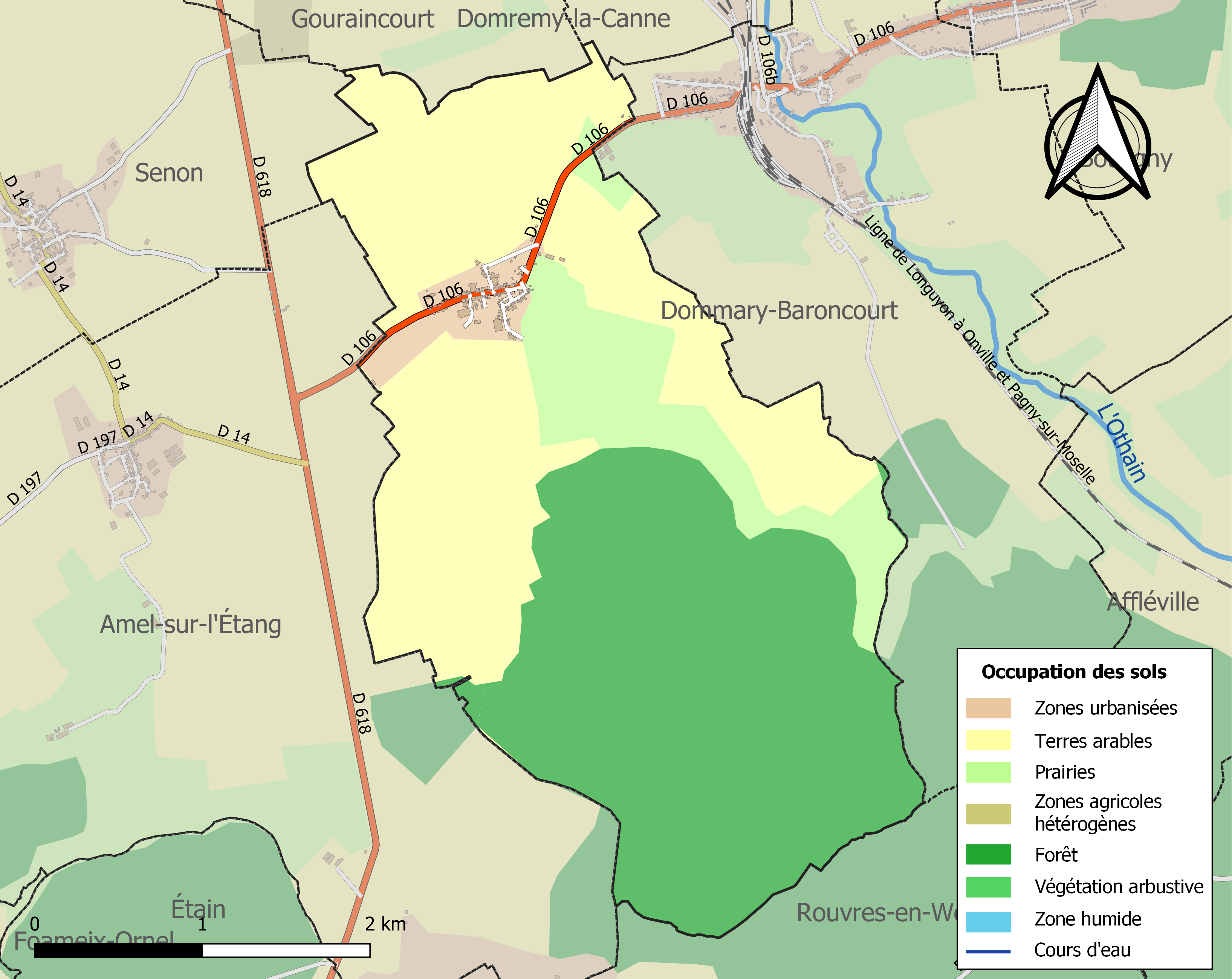
Carte des infrastructures et de l'occupation des sols de la commune en 2018 (CLC).

## Toponymie
Le nom de la localité est attesté sous les formes Studonis-villa (1049) ; Stadonis-villa (1049) ; Estons (1220) ; Eston (1250) ; Stonnum (1526) ; Etton (1700) ; Tonus (1738) ; Etonus (1749) ; Stodonis-villa (1756).

## Histoire
Le village détruit durant la Première Guerre mondiale a été reconstruit grâce au parrainage du collège anglais d'Eton.

## Politique et administration
| Période                                  | Période   | Identité              | Étiquette | Qualité |
| ---------------------------------------- | --------- | --------------------- | --------- | --- |
| Les données manquantes sont à compléter. |           |                       |           | |
| 1900                                     | 1935      | Alfred Didry          | AD        | Agriculteur Député (1924-1932) Conseiller d'arrondissement de Spincourt (1904-1925) Conseiller général de la Meuse(1925-1935) |
| avant 1981                               | ?         | Marc Dommange         |           | |
| mars 2001                                | mars 2008 | Maurice Morin         |           | |
| mars 2008                                | mars 2014 | Michel Lambottin      |           | |
| 2014                                     | mai 2020  | Maurice Morin         |           | |
| mai 2020                                 | En cours  | Jean-Claude Jennesson |           | Ancien agriculteur |

## Population et société

### Démographie

#### Évolution démographique
L'évolution du nombre d'habitants est connue à travers les recensements de la population effectués dans la commune depuis 1793. Pour les communes de moins de 10 000 habitants, une enquête de recensement portant sur toute la population est réalisée tous les cinq ans, les populations de référence des années intermédiaires étant quant à elles estimées par interpolation ou extrapolation. Pour la commune, le premier recensement exhaustif entrant dans le cadre du nouveau dispositif a été réalisé en 2008.

En 2022, la commune comptait 201 habitants, en évolution de −3,37 % par rapport à 2016 (Meuse : −4,4 %, France hors Mayotte : +2,11 %).
| 1793 | 1800 | 1806 | 1821 | 1831 | 1836 | 1841 | 1846 | 1851 |
| ---- | ---- | ---- | ---- | ---- | ---- | ---- | ---- | ---- |
| 457  | 505  | 529  | 519  | 501  | 503  | 426  | 445  | 428  |

| 1856 | 1861 | 1866 | 1872 | 1876 | 1881 | 1886 | 1891 | 1896 |
| ---- | ---- | ---- | ---- | ---- | ---- | ---- | ---- | ---- |
| 385  | 400  | 376  | 354  | 346  | 313  | 309  | 315  | 293  |

| 1901 | 1906 | 1911 | 1921 | 1926 | 1931 | 1936 | 1946 | 1954 |
| ---- | ---- | ---- | ---- | ---- | ---- | ---- | ---- | ---- |
| 333  | 358  | 349  | 312  | 315  | 273  | 286  | 251  | 251  |

| 1962 | 1968 | 1975 | 1982 | 1990 | 1999 | 2006 | 2008 | 2013 |
| ---- | ---- | ---- | ---- | ---- | ---- | ---- | ---- | ---- |
| 282  | 246  | 239  | 193  | 176  | 189  | 209  | 215  | 209  |

| 2018 | 2022 | - | - | - | - | - | - | - |
| ---- | ---- | - | - | - | - | - | - | - |
| 209  | 201  | - | - | - | - | - | - | - |

## Culture locale et patrimoine

### Lieux et monuments
- Église Saint-Jean-Baptiste, reconstruite par l'architecte Paul Noulin-Lespès et inaugurée en 1926 par l'évêque de Verdun Charles Ginisty.

### Héraldique
| Blason de Éton (Meuse) | Blason  | Coupé d'azur à une étoile d'or et de sable; à la bande d'or brochant sur la partition, chargée d'une cotice de sable surchargée des dates « 1914 » et « 1925 » en chiffres d'or. Devise« floreat etona » (puisse Éton prospérer). |
| Blason de Éton (Meuse) | Détails | Blason sculpté sur la façade de la mairie |